# Wild Grinders
A Wild Grinders egy amerikai rajzfilmsorozat, amelyet Rob Dyrdek készített a Nicktoons számára. A műsor és a témája egy az egyben rajta alapul. A sorozat Lil' Rob, buldog kutyája, Meaty, és barátaik, Goggles, Emo Crys, Jay Jay, Jack Knife, Spitball és Flipz kalandjait mutatja be. Ellenségüket Stubford Hucksterball-nak hívják. Magyarországon soha nem ment a Wild Grinders, Amerikában a Nicktoons adta, 2 évadot élt meg 52 epizóddal. 22 perces egy epizód. 2012. április 27.-től 2015. december 2.-ig ment ez a sorozat. Nem lett túl népszerű rajzfilm, sokan a klasszikus Nickelodeon-sorozat, a Rocket Power utánzatának tartja a Wild Grinders-t. A sikertelenség ellenére készült egy applikáció okostelefonokra, amelyet 2014-ben adtak ki. Ezt a sorozatot a Nickelodeon sosem vetítette, csak a társcsatornája, a Nicktoons.